# Rallye Bayonne-Côte basque
Le Rallye Bayonne-Côte basque était une épreuve de rallye française sur asphalte, se déroulant au Pays basque dans les Basses-Pyrénées, annuellement organisée par l'Association sportive de l'Automobile-Club Basco-Béarnais (ASACBB, organisateur entre autres, du Grand Prix automobile de Pau).

## Histoire
Sa première édition fut en 1953, puis traditionnellement au week-end de la mi-octobre.
Les épreuves spéciales réputées passaient par Ahusky, bois de Mixe, bois de Bager, avec des parcours dans les Pyrénées basques.
Il a été inclus dans le Championnat de France des rallyes de 1re division à sept reprises et n'a pas été disputé en 1969.
Il disparut après 1976, mais réapparut en version terre en 1980, pour 2 années dans le championnat naissant de 1re division de la spécialité (Rallye international Bayonne - Pays basque sur Terre).
Une version Historic existe à partir du premier week-end d'octobre 2008 (rallye de régularité), organisée par l'Écurie Pays basque.
Le rallye renait en 1991 sous l’appellation "Rallye du Pays Basque". Il compte pour La Coupe de France des Rallyes et a servi de support à la finale de la coupe de France 2010. Il est organisé par l'ASA Adour Pyrénées et l’écurie Hasparren Pays Basque.

## Résultats en championnat de France (D1/en gras)
- 1966 - Gérard Larrousse / Jean Sage, sur NSU TTS 1200 Sp ;
- 1967 - Gérard Larrousse / Marcel Callewaert, sur Alpine A110 1440 ;
- 1968 - Guy Verrier / ?, sur Alfa Romeo[1];
- 1970 - Bernard Darniche / Alain Mahé, sur Alpine A110[2];
- 1971 - Bernard Darniche / Martin, sur Alpine A110 1800 Proto[3],[4] ;
- 1972 - Jean-François Piot / Michel Vial, sur Ligier JS2[5] ;
- 1973 - Bernard Fiorentino / Maurice Gélin, sur Simca CG proto MC coupé court ;
- 1974 - Michel Alibelli / Marie-Odile Desvignes, sur Alpine A110 ;
- 1975 - Jean-François Mas / Gilbert – Porsche 911 Carrera RSR[6];
- 1976 - Jean-François Mas / Maurice Gélin, sur Porsche 911 Carrera RSR ;
- 1979 - Jacques Dubert / Jean Maroni, sur Simca 1000 Rallye 3[5] ;
- 1980 - Didier Moureu / Hermerel, sur Opel Kadett GT/E[5] ;
- 1982 - Jean-Luc Thérier / Michel Vial, sur Renault 5 Turbo[5] ;
- 1983 - Guy Fréquelin / Jean-François Fauchille, sur Opel Manta 400[5] .

(nb: Michèle Mouton termine 2e en 1976 sur Alpine A310.)